# Río Mora
Río Mora är ett vattendrag i Spanien.   Det ligger i provinsen Provincia de Teruel och regionen Aragonien, i den östra delen av landet, 260 km öster om huvudstaden Madrid.